# 上新庄駅

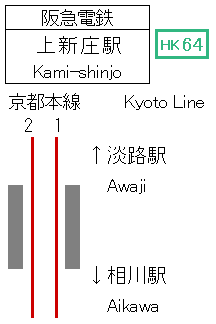
配線図

上新庄駅（かみしんじょうえき）は、大阪府大阪市東淀川区上新庄二丁目にある、阪急電鉄京都本線の駅。駅番号はHK-64。

## 概要
東淀川区の実質的な中心駅の1つで、乗降人員は区内では特急停車駅である隣の淡路駅を差し置いて最多である。
梅田などの大阪市中心部に比較的近いことから利用の多さの割に長らく普通のみが停車する駅であったが、2007年以降は当駅停車の準急がほぼ終日運行されている。ただし当駅から大阪方面については普通と準急の違いは崇禅寺駅または柴島駅への停車の有無しかなく、本数増強としての色が強い。
北隣の相川駅同様、学生利用者も多い。

## 歴史
新京阪時代には、当駅から南進して大阪環状線の桜ノ宮駅を経由し、梅田駅（大阪駅）に至る路線が計画されていた。京阪梅田線を参照。

### 年表
- 1928年（昭和3年）1月16日：新京阪鉄道の淡路駅 - 高槻町駅（現在の高槻市駅）間延伸と同時に開業[3]。
- 1930年（昭和5年）9月15日：会社合併により京阪電気鉄道新京阪線の駅となる[3]。
- 1943年（昭和18年）10月1日：会社合併により京阪神急行電鉄（現在の阪急電鉄）の駅となる[3]。
- 1949年（昭和24年）12月1日：新京阪線が京都本線に改称され、当駅もその所属となる[3]。
- 1972年（昭和47年）4月22日：立体交差化事業起工[4]。
- 1975年（昭和50年）11月26日：府道大阪内環状線（現在の国道479号）との立体交差化に伴い、当駅を京都（河原町）寄りに移設し高架化[3][5]。
- 2007年（平成19年）3月17日：ダイヤ改正で新設された準急の停車駅となる。これに合わせて、各ホームにLED式発車案内機を設置（下りホームは反転式から更新）、エレベーター前の接近案内機も行灯式からLED式に更新。
- 2010年（平成22年）3月14日：ダイヤ改正で新設された快速の停車駅となる。
- 2013年（平成25年）12月21日：駅ナンバリングが導入され、使用を開始[6][7]。

## 駅構造
相対式2面2線のホームを有する高架駅。分岐器や絶対信号機を持たないため、停留所に分類される。
改札口は北口と南口の2か所にあるが、国道479号（内環状線）を挟んで大きく離れている。南口に「上新庄阪急ビル」という駅ビルを併設している。
バリアフリーの一環として、北口には改札口と各ホームを連絡するエレベーターが、南口にはエスカレーターが設置されているが、後者は下りホーム（淡路・梅田・天下茶屋方面）側のみに設けられている。
トイレは南・北改札内にある。
開業当初は地上駅だったが、1975年（昭和50年）に京都河原町寄りにホームを移動し、高架化された。これは、国道479号（当時は「大阪市道新庄大和川線」）との交点にあった島頭踏切が、当時阪急線内で最も自動車交通量が多い踏切であったためで、高架化により渋滞の発生防止に大きく寄与した。

### のりば
長らくのりば番号が設定されていなかったが、2007年（平成19年）3月17日のダイヤ改正に伴い割り当てられた。
| 号線 | 路線      | 方向 | 行先                                 |
| ---- | --------- | ---- | ------------------------------------ |
| 1    | ■京都本線 | 上り | 茨木市・高槻市・京都河原町・嵐山方面 |
| 2    | ■京都本線 | 下り | 淡路・十三・大阪梅田・天下茶屋方面   |

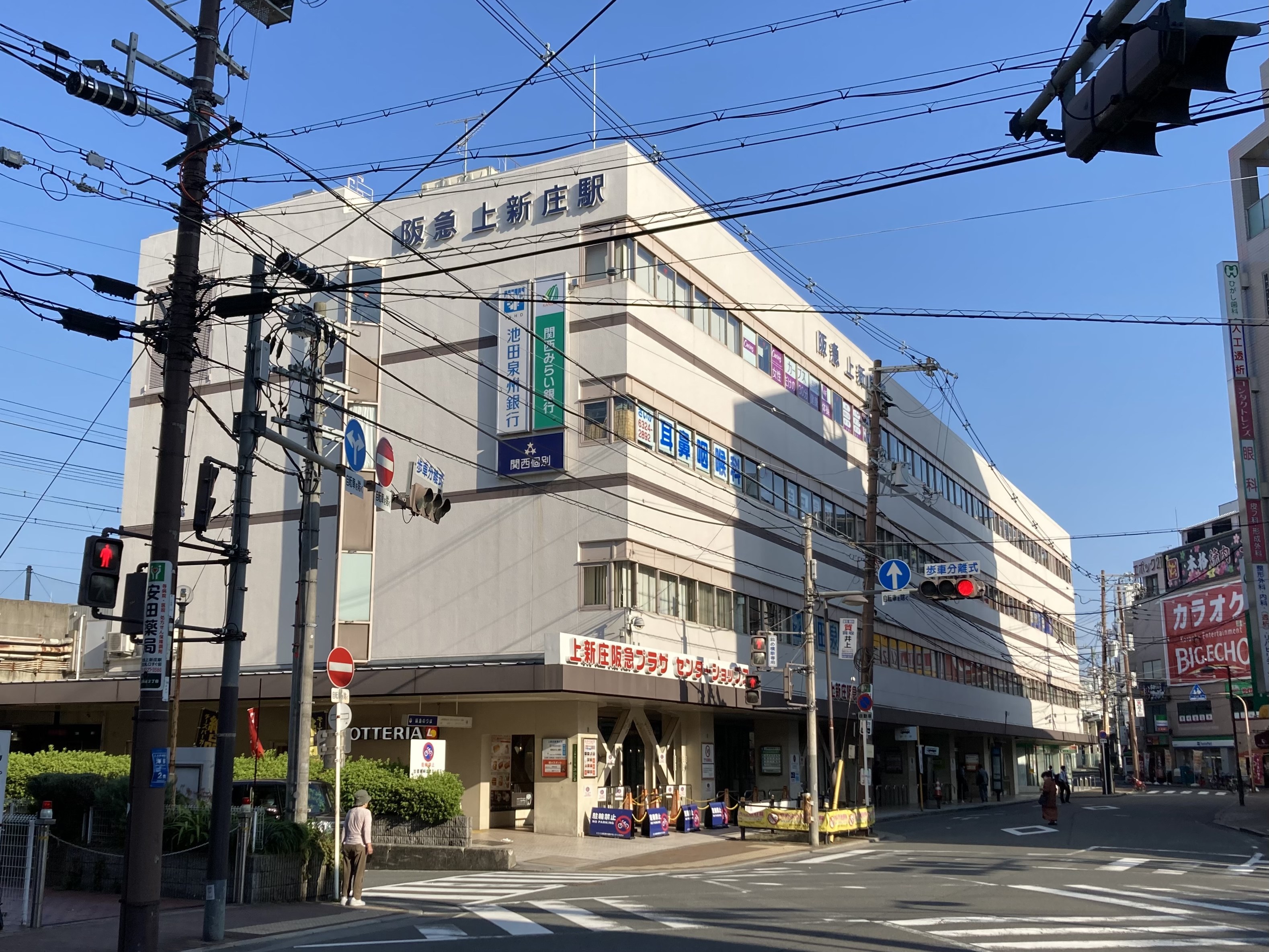
駅ビル（2021年9月）
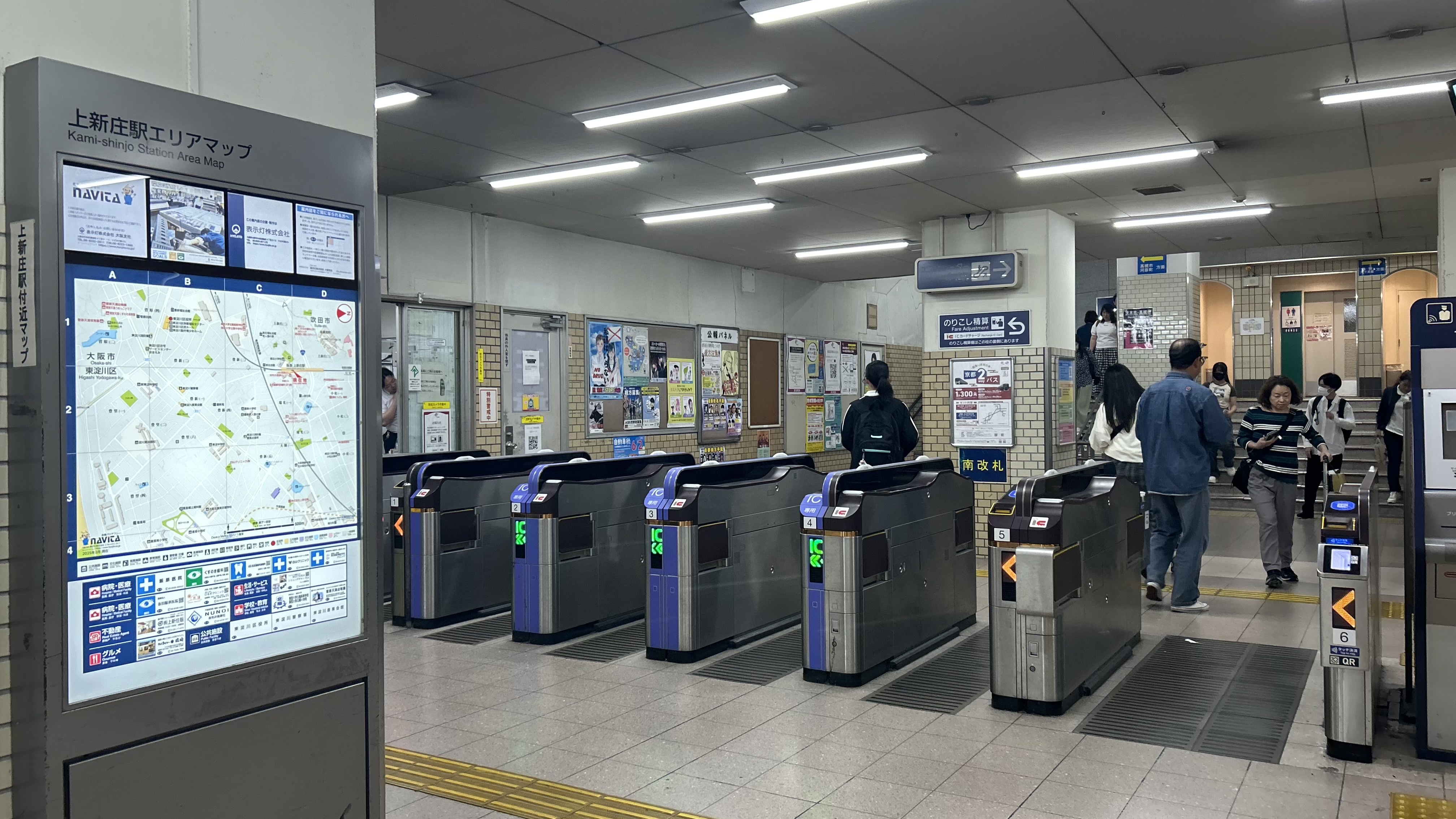
南改札口
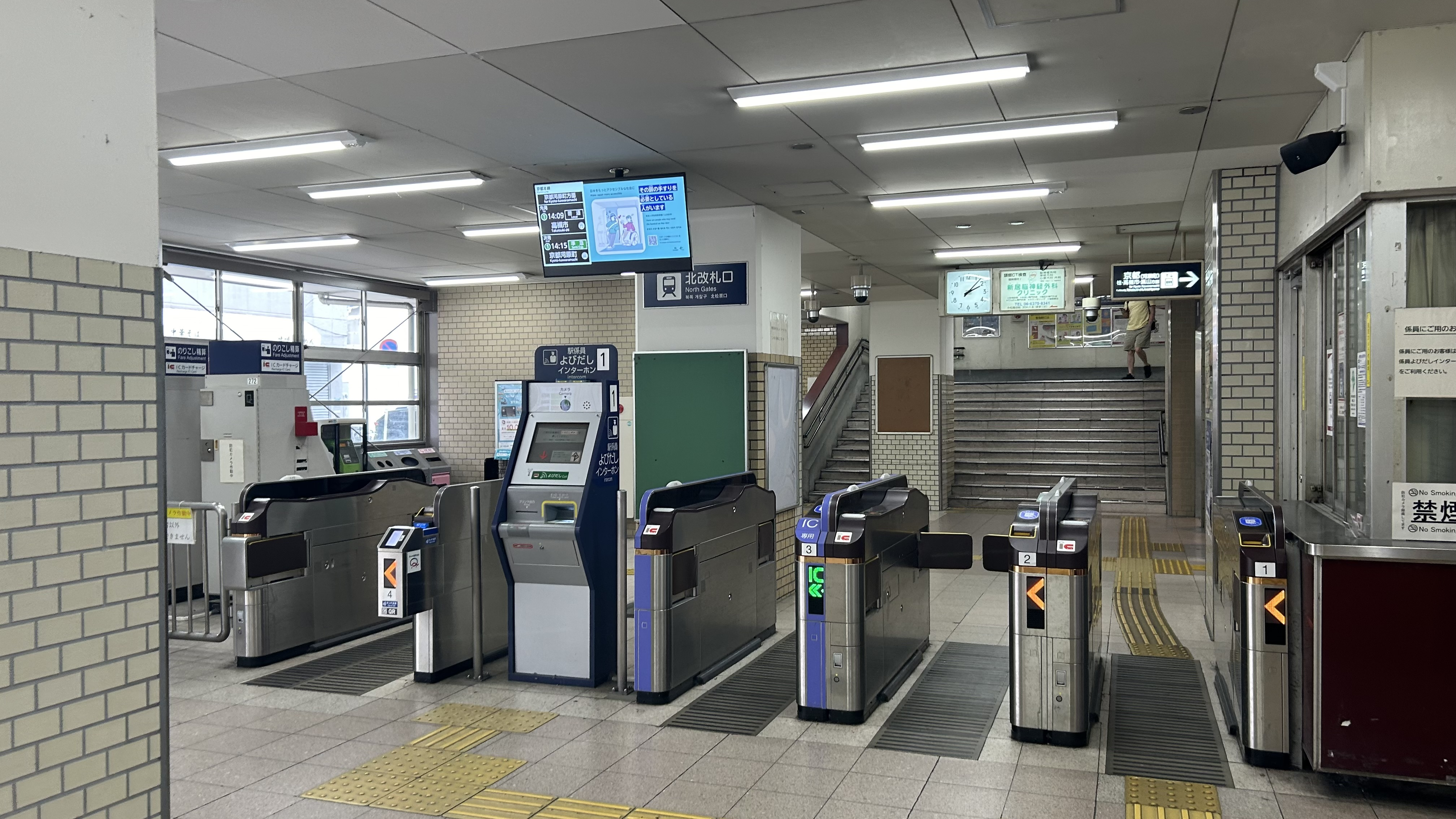
北改札口
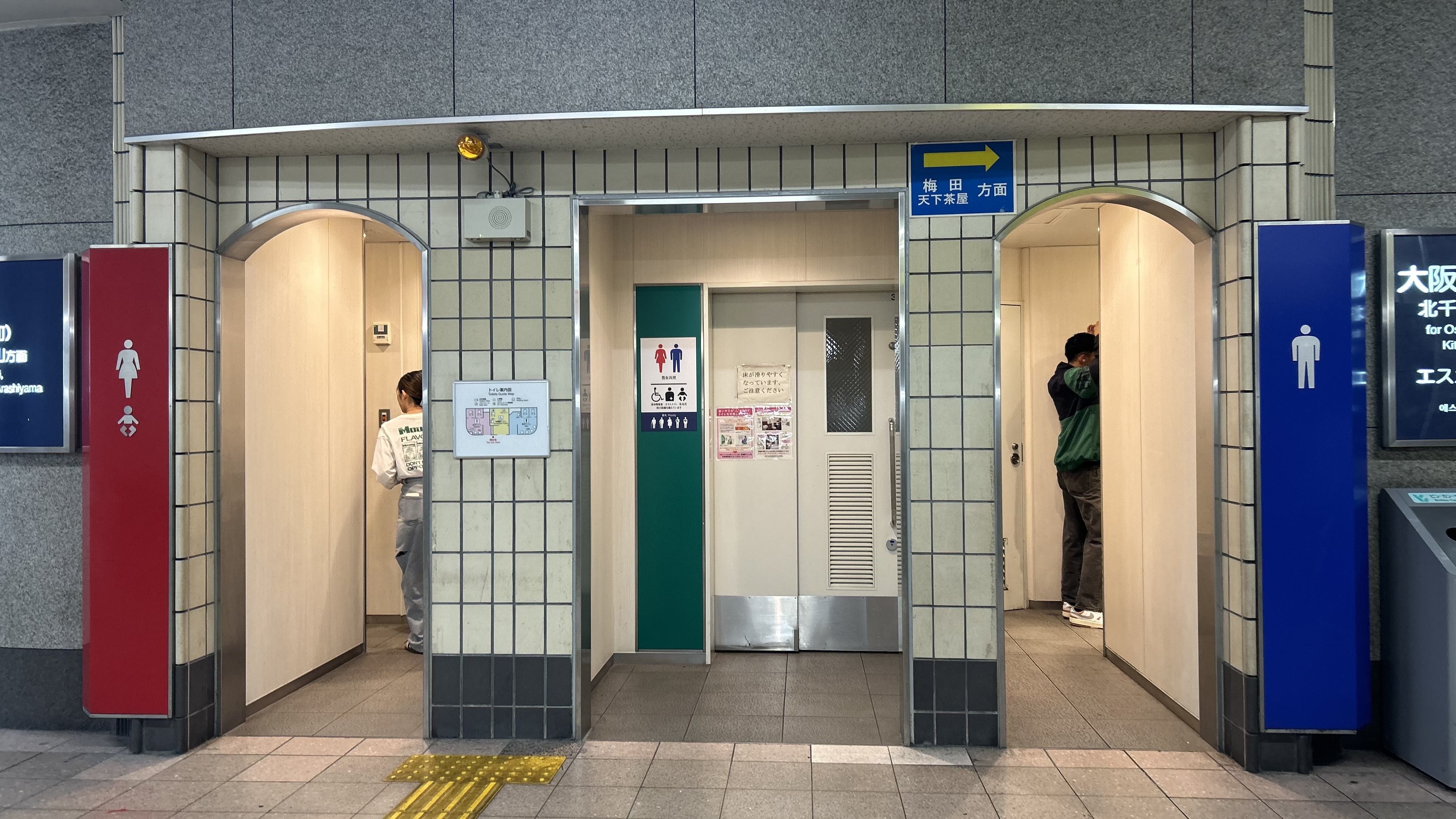
南改札内トイレ
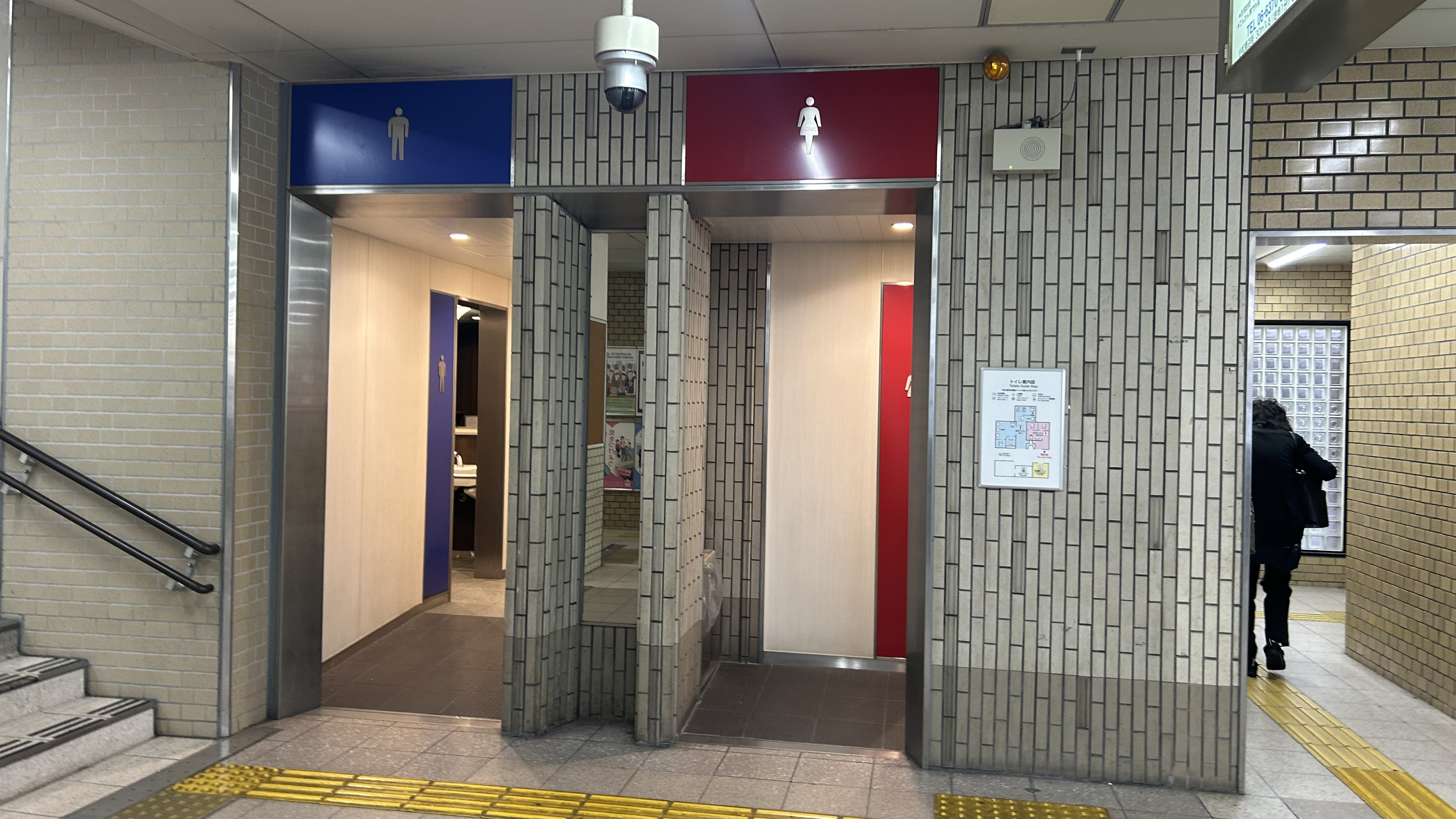
北改札内トイレ
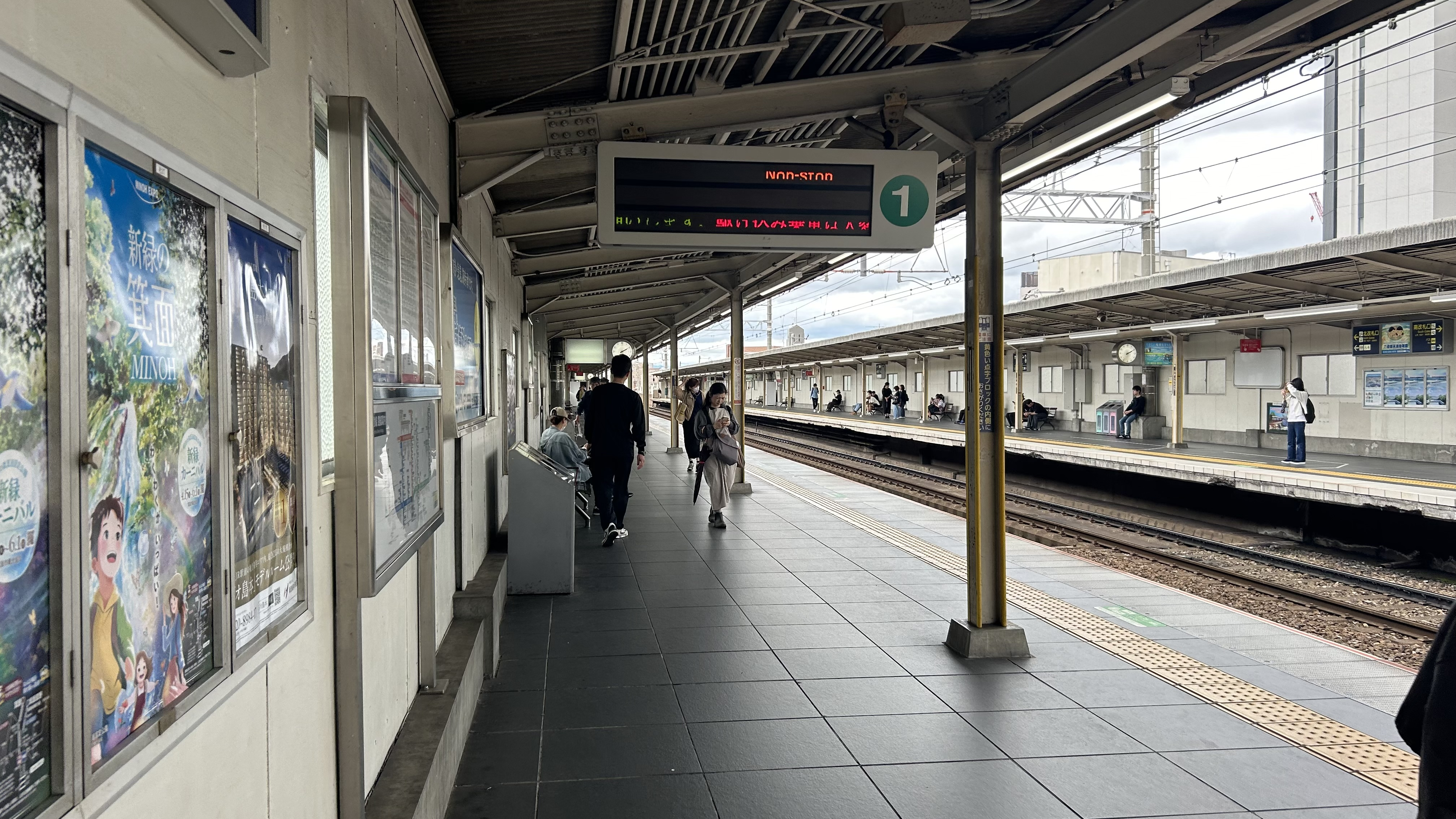
1号線ホーム
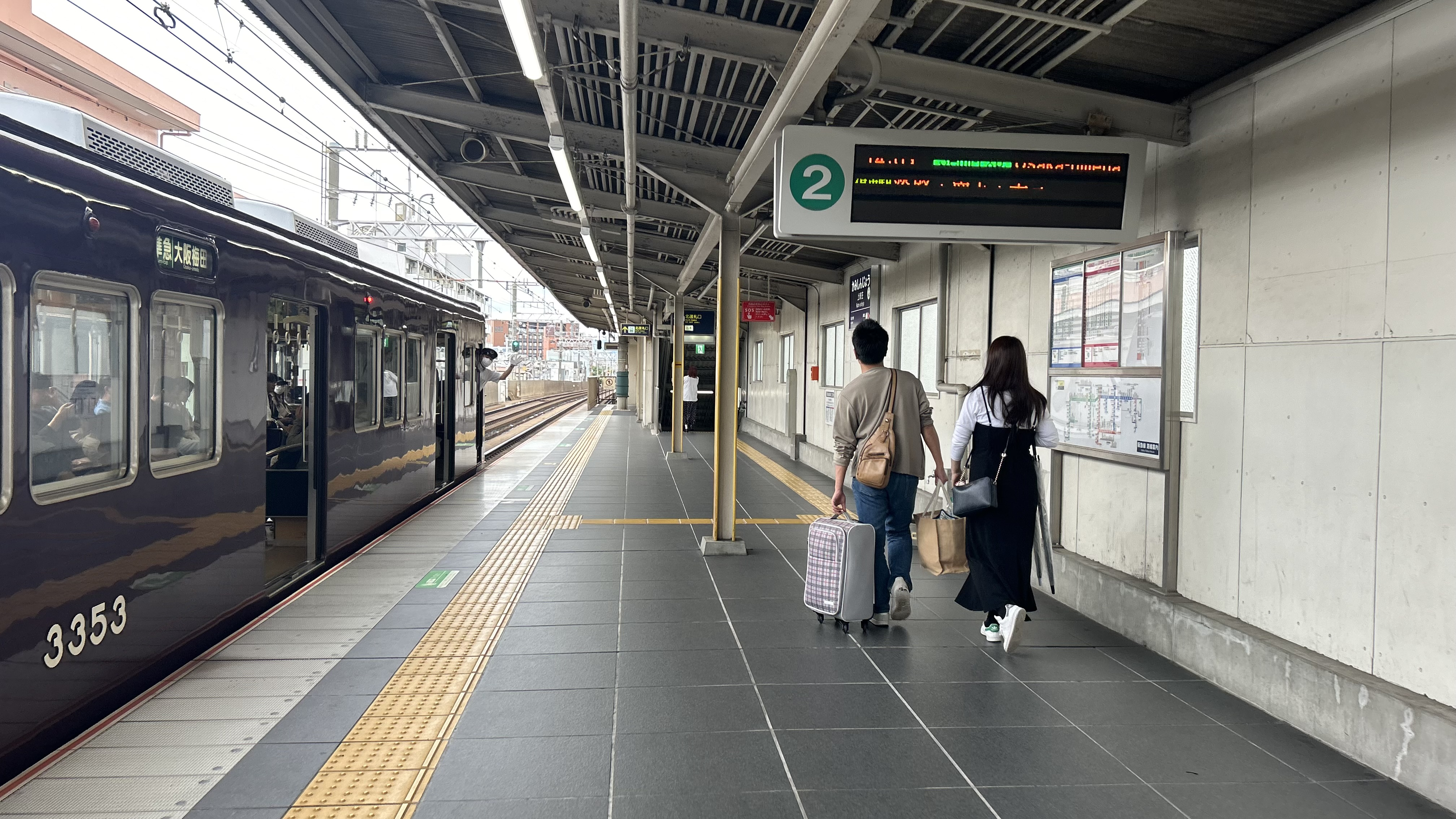
2号線ホーム
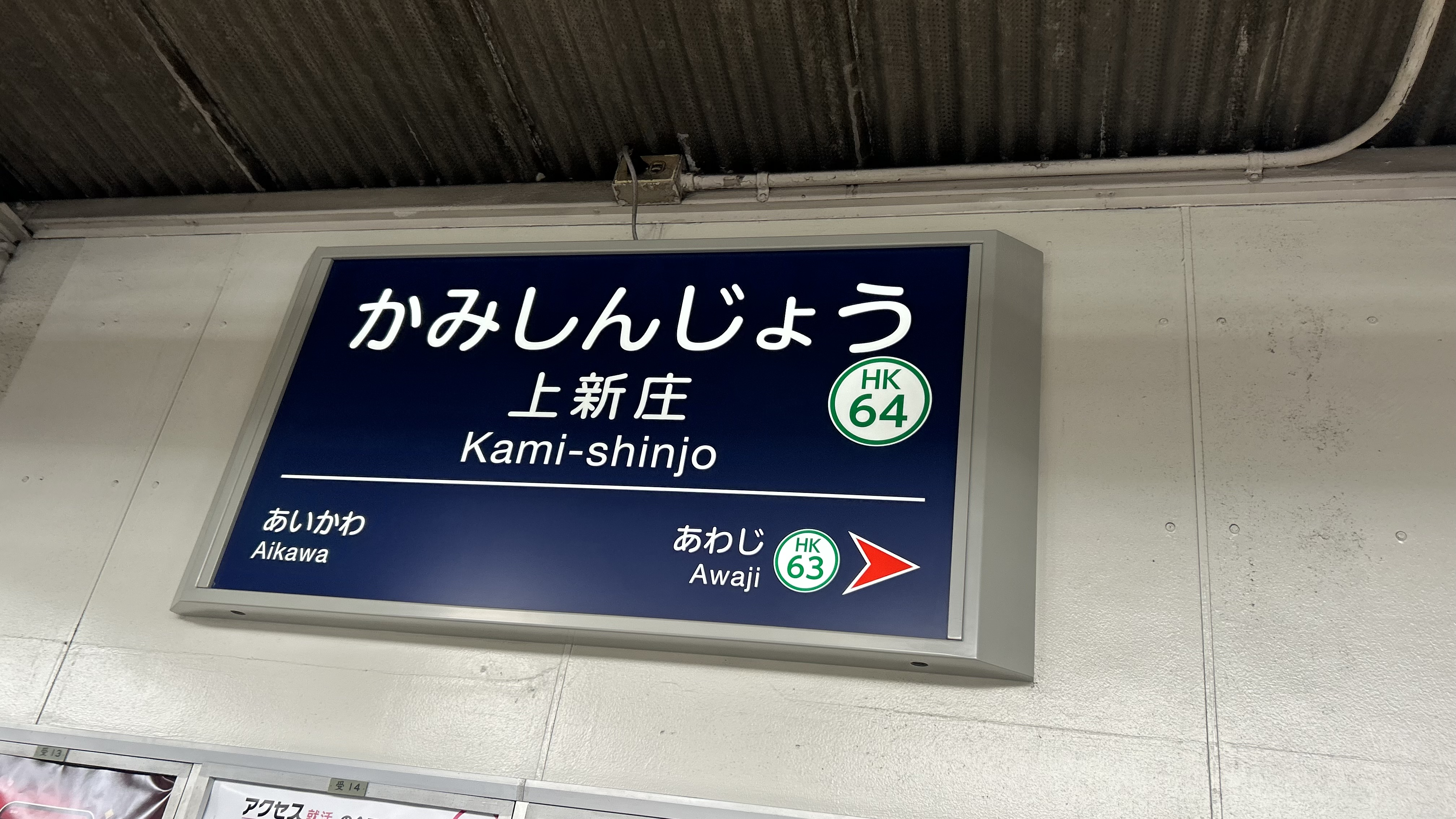
駅名標

## 利用状況
2024年（令和6年）の通年平均乗降人員は43,041人である。阪急電鉄全駅中第11位（10位＝塚口駅、12位＝豊中駅）。京都線の特急通過駅では最多。
2006年に区内東部を縦断する今里筋線が開業した影響か、以降5年は若干の減少が見受けられるものの、近年は概ね横ばい傾向にある。

### 年次別利用状況
各年次の乗降人員の推移は下表の通り。2015年までは平日限定、2016年以降は通年平均となっている。
| /        | 年次               | 乗車人員 | 降車人員 | 乗降人員 | 順位 | 出典        |
| -------- | ------------------ | -------- | -------- | -------- | ---- | ----------- |
| 平日限定 | 2007年（平成19年） | 27,050   | 26,579   | 53,629   | 12位 | [ 阪急 2 ]  |
| 平日限定 | 2008年（平成20年） | 27,193   | 26,857   | 54,050   | 12位 | [ 阪急 3 ]  |
| 平日限定 | 2009年（平成21年） | 26,303   | 25,985   | 52,288   | 12位 | [ 阪急 4 ]  |
| 平日限定 | 2010年（平成22年） | 26,240   | 25,855   | 52,095   | 12位 | [ 阪急 5 ]  |
| 平日限定 | 2011年（平成23年） | 26,164   | 25,764   | 51,928   | 12位 | [ 阪急 6 ]  |
| 平日限定 | 2012年（平成24年） | 26,409   | 26,013   | 52,422   | 11位 | [ 阪急 7 ]  |
| 平日限定 | 2013年（平成25年） | 26,433   | 26,086   | 52,519   | 11位 | [ 阪急 8 ]  |
| 平日限定 | 2014年（平成26年） | 26,447   | 26,149   | 52,596   | 12位 | [ 阪急 9 ]  |
| 平日限定 | 2015年（平成27年） | 26,732   | 26,450   | 53,182   | 12位 | [ 阪急 10 ] |
| 通年平均 | 2016年（平成28年） | 23,789   | 23,572   | 47,361   | 11位 | [ 阪急 11 ] |
| 通年平均 | 2017年（平成29年） | -        | -        | 47,599   | 11位 | [ 阪急 12 ] |
| 通年平均 | 2018年（平成30年） | -        | -        | 47,530   | 10位 | [ 阪急 13 ] |
| 通年平均 | 2019年（令和元年） | -        | -        | 47,593   | 10位 | [ 阪急 14 ] |
| 通年平均 | 2020年（令和02年） | -        | -        | 37,404   | 10位 | [ 阪急 15 ] |
| 通年平均 | 2021年（令和03年） | -        | -        | 37,683   | 10位 | [ 阪急 16 ] |
| 通年平均 | 2022年（令和04年） | -        | -        | 40,351   | 10位 | [ 阪急 17 ] |
| 通年平均 | 2023年（令和05年） | -        | -        | 42,091   | 12位 | [ 阪急 18 ] |
| 通年平均 | 2024年（令和06年） | -        | -        | 43,041   | 11位 | [ 阪急 1 ]  |

### 年度別利用状況
各年度の1日あたりの利用状況は下表の通り。特定日の利用者数は大阪府統計年鑑、1日平均乗車人員は大阪市統計書による。
| 年度               | 特定日   | 特定日   | 特定日   | 1日平均 乗車人員 | 出典          | 出典         |
| 年度               | 乗車人員 | 降車人員 | 乗降人員 | 1日平均 乗車人員 | 大阪府        | 大阪市       |
| ------------------ | -------- | -------- | -------- | ---------------- | ------------- | ------------ |
| 1966年（昭和41年） | 14,035   | -        | -        | -                | [ 大阪府 1 ]  | -            |
| 1967年（昭和42年） | 15,721   | -        | -        | -                | [ 大阪府 2 ]  | -            |
| 1968年（昭和43年） | 16,687   | -        | -        | -                | [ 大阪府 3 ]  | -            |
| 1969年（昭和44年） | 18,066   | -        | -        | -                | [ 大阪府 4 ]  | -            |
| 1970年（昭和45年） | 18,743   | -        | -        | -                | [ 大阪府 5 ]  | -            |
| 1971年（昭和46年） | 19,498   | -        | -        | -                | [ 大阪府 6 ]  | -            |
| 1972年（昭和47年） | 21,861   | -        | -        | -                | [ 大阪府 7 ]  | -            |
| 1973年（昭和48年） | 20,931   | -        | -        | -                | [ 大阪府 8 ]  | -            |
| 1974年（昭和49年） | 22,769   | -        | -        | -                | [ 大阪府 9 ]  | -            |
| 1975年（昭和50年） | 22,816   | -        | -        | -                | [ 大阪府 10 ] | -            |
| 1976年（昭和51年） | 24,331   | -        | -        | -                | [ 大阪府 11 ] | -            |
| 1977年（昭和52年） | 25,150   | -        | -        | -                | [ 大阪府 12 ] | -            |
| 1978年（昭和53年） | 24,412   | -        | -        | -                | [ 大阪府 13 ] | -            |
| 1979年（昭和54年） | 25,968   | -        | -        | -                | [ 大阪府 14 ] | -            |
| 1980年（昭和55年） | 27,106   | -        | -        | -                | [ 大阪府 15 ] | -            |
| 1981年（昭和56年） | 27,194   | -        | -        | -                | [ 大阪府 16 ] | -            |
| 1982年（昭和57年） | 27,966   | 27,351   | 55,317   | -                | [ 大阪府 17 ] | -            |
| 1983年（昭和58年） | 26,391   | 27,748   | 54,139   | -                | [ 大阪府 18 ] | -            |
| 1984年（昭和59年） | 28,129   | 29,681   | 57,810   | -                | [ 大阪府 19 ] | -            |
| 1985年（昭和60年） | 28,191   | 28,307   | 56,498   | -                | [ 大阪府 20 ] | -            |
| 1986年（昭和61年） | 28,774   | 34,622   | 63,396   | -                | [ 大阪府 21 ] | -            |
| 1987年（昭和62年） | 29,969   | 30,249   | 60,218   | -                | [ 大阪府 22 ] | -            |
| 1988年（昭和63年） | 29,479   | 37,083   | 66,562   | -                | [ 大阪府 23 ] | -            |
| 1989年（平成元年） | -        | -        | -        | -                | [ 大阪府 24 ] | -            |
| 1990年（平成02年） | 27,190   | 30,840   | 58,030   | -                | [ 大阪府 25 ] | -            |
| 1991年（平成03年） | -        | -        | -        | -                | [ 大阪府 26 ] | -            |
| 1992年（平成04年） | 25,885   | 33,809   | 59,694   | -                | [ 大阪府 27 ] | -            |
| 1993年（平成05年） | -        | -        | -        | -                | [ 大阪府 28 ] | -            |
| 1994年（平成06年） | -        | -        | -        | -                | [ 大阪府 29 ] | -            |
| 1995年（平成07年） | 28,635   | 28,678   | 57,313   | -                | [ 大阪府 30 ] | -            |
| 1996年（平成08年） | 31,412   | 31,674   | 63,086   | -                | [ 大阪府 31 ] | -            |
| 1997年（平成09年） | 31,954   | 32,871   | 64,825   | -                | [ 大阪府 32 ] | -            |
| 1998年（平成10年） | 30,827   | 32,145   | 62,972   | -                | [ 大阪府 33 ] | -            |
| 1999年（平成11年） | -        | -        | -        | -                | [ 大阪府 34 ] | -            |
| 2000年（平成12年） | 30,636   | 30,508   | 61,144   | -                | [ 大阪府 35 ] | -            |
| 2001年（平成13年） | 30,642   | 30,790   | 61,432   | 32,862           | [ 大阪府 36 ] | [ 大阪市 1 ] |
| 2002年（平成14年） | 30,459   | 30,604   | 61,063   | 32,491           | [ 大阪府 37 ] | [ 大阪市 1 ] |
| 2003年（平成15年） | 29,334   | 29,832   | 59,166   | 32,088           | [ 大阪府 38 ] | [ 大阪市 1 ] |
| 2004年（平成16年） | 26,434   | 29,125   | 55,559   | 31,463           | [ 大阪府 39 ] | [ 大阪市 1 ] |
| 2005年（平成17年） | 28,291   | 28,807   | 57,098   | 29,360           | [ 大阪府 40 ] | [ 大阪市 1 ] |
| 2006年（平成18年） | 27,496   | 28,486   | 55,982   | 30,528           | [ 大阪府 41 ] | [ 大阪市 1 ] |
| 2007年（平成19年） | 26,023   | 26,716   | 52,739   | 30,590           | [ 大阪府 42 ] | [ 大阪市 1 ] |
| 2008年（平成20年） | 25,861   | 26,641   | 52,502   | 28,761           | [ 大阪府 43 ] | [ 大阪市 1 ] |
| 2009年（平成21年） | 24,429   | 25,788   | 50,217   | 27,629           | [ 大阪府 44 ] | [ 大阪市 1 ] |
| 2010年（平成22年） | 24,101   | 25,635   | 49,736   | 26,432           | [ 大阪府 45 ] | [ 大阪市 1 ] |
| 2011年（平成23年） | 24,503   | 26,235   | 50,738   | 26,807           | [ 大阪府 46 ] | [ 大阪市 1 ] |
| 2012年（平成24年） | 24,278   | 26,076   | 50,354   | 26,988           | [ 大阪府 47 ] | [ 大阪市 1 ] |
| 2013年（平成25年） | 23,991   | 25,916   | 49,907   | 27,279           | [ 大阪府 48 ] | [ 大阪市 1 ] |
| 2014年（平成26年） | 24,079   | 26,153   | 50,232   | 27,075           | [ 大阪府 49 ] | [ 大阪市 1 ] |
| 2015年（平成27年） | 24,251   | 26,425   | 50,676   | 26,511           | [ 大阪府 50 ] | [ 大阪市 1 ] |
| 2016年（平成28年） | 24,544   | 26,939   | 51,483   | 27,119           | [ 大阪府 51 ] | [ 大阪市 1 ] |
| 2017年（平成29年） | 24,574   | 26,886   | 51,460   | 27,669           | [ 大阪府 52 ] | [ 大阪市 1 ] |
| 2018年（平成30年） | 24,264   | 26,841   | 51,105   | 27,607           | [ 大阪府 53 ] | [ 大阪市 1 ] |
| 2019年（令和元年） | 27,030   | 26,887   | 53,917   | 27,171           | [ 大阪府 54 ] | [ 大阪市 2 ] |
| 2020年（令和02年） | 23,139   | 23,047   | 46,186   | 19,589           | [ 大阪府 55 ] | [ 大阪市 3 ] |
| 2021年（令和03年） | 23,622   | 23,501   | 47,123   | 20,411           | [ 大阪府 56 ] | [ 大阪市 4 ] |
| 2022年（令和04年） | 24,072   | 23,924   | 47,996   | 22,813           | [ 大阪府 57 ] | [ 大阪市 5 ] |
| 2023年（令和05年） | 24,337   | 24,313   | 48,650   | 22,921           | [ 大阪府 58 ] | [ 大阪市 6 ] |

## 駅周辺
北口は閑静な住宅街に面しているが、南口の南東側はスクランブル交差点を擁する小規模な繁華街となっており、多様な飲食店などが集積している。
線路は駅南側で緩やかなカーブを描いており、その直上を東海道新幹線の高架が通っている。
- 東淀川区役所
- 大阪府東淀川警察署
- 東淀川郵便局
- 東淀川上新庄郵便局
- 関西大学北陽中学校・高等学校（旧・北陽高等学校）
- 大阪市立新庄小学校
- 北大阪朝鮮初中級学校
- 大阪経済大学（大隅キャンパス）
- りそな銀行 上新庄支店
- 池田泉州銀行 上新庄支店
- グルメシティ上新庄駅前店
- 関西スーパー瑞光店
- コナミスポーツクラブ上新庄 - 旧・阪急スイミングスクール上新庄
- 瑞光寺 - 境内に紀伊国太地の漁師が豊漁の礼に贈った鯨の骨で造ったといわれる雪鯨橋がある。
- 瑞光四丁目駅（Osaka Metro今里筋線） - 徒歩15分程度、大阪経済大学の至近にある。今里筋線は計画段階では上新庄を起点としていた。
- 国道479号（内環状線）

## バス路線
南口に面する道路沿いに「上新庄駅前」停留所、北口付近を走る国道479号（内環状線）沿いに「上新庄駅北口」停留所があり、大阪シティバスにより運行される以下の路線が発着する。全て井高野営業所担当。
50号系統と37号系統の井高野車庫前行きは当駅ののりばは異なるが、この先の経由地は同じである。
大阪市営バス当時の上新庄駅前停留所は、1998年（平成10年）10月の調査結果で1日の乗車人員（平日）が3,328人を記録し、全停留所中10位であった。
| 停留所名     | のりば | 系統 | 行先         |
| ------------ | ------ | ---- | ------------ |
| 上新庄駅前   | -      | 50   | 井高野車庫前 |
| 上新庄駅前   | -      | 86   | 布施駅前     |
| 上新庄駅前   | -      | 95   | 豊里団地前   |
| 上新庄駅北口 | 東行   | 37   | 井高野車庫前 |
| 上新庄駅北口 | 西行   | 37   | 大阪駅前     |

## 隣の駅
阪急電鉄
■京都本線
■快速特急・■特急・■通勤特急・■準特急
通過
■急行・■準急
淡路駅 (HK-63) - 上新庄駅 (HK-64) - 南茨木駅 (HK-68)
■普通
淡路駅 (HK-63) - 上新庄駅 (HK-64) - 相川駅 (HK-65)

### 記事本文